# Riga Domkirke
Denne artikel er om den protestantiske katedral i Riga. Se andre artikler for den Romersk-katolske katedral og Ortodokse katedral (Fødselskatedralen).
Riga Domkirke (lettisk: Rīgas Doms) er en protestantisk katedral i Riga, Letland. Den er bygget nær Daugavafloden i 1211 af Albrecht von Buxthoeven og anses for at være den største middelalderlige kirke i Baltikum.
Den er bygget i begyndelsen af det 13. århundrede, men er blevet ændret flere gange igennem dens historie. 
Orglet er bygget i 1882-83 af E.F.Walcker & Sønner og har 124 registre. Det var ved indvielsen den 31. januar 1884 det største orgel i verden. Franz Liszt skrev et værk til indvielsen. Orglet blev hovedrestaureret af det hollandske orgelbyggeri Flentrop i 1983 og benyttes ofte til koncerter og cd-indspilninger, deriblandt Frederik Magles orgelkoncert "The infinite second" der blev indspillet i 1994 sammen med det Lettiske Filharmoniske Kammerorkester.
David Caspari var rektor på katedralskolen i slutningen af det 17. århundrede. Hans søn Georg Caspari arbejdede ligeledes ved katedralen.